# Nottertal-Heilinger Höhen
Nottertal-Heilinger Höhen è una città tedesca con status di Landgemeinde del Land della Turingia.
Non esiste alcun centro abitato con tale denominazione: si tratta pertanto di un comune sparso.
Svolge il ruolo di "comune amministratore" (Erfüllende Gemeinde) nei confronti dei comuni di Körner e Marolterode.

## Storia
La città di Nottertal-Heilinger Höhen venne creata il 31 dicembre 2019 dalla fusione della città di Schlotheim con i comuni di Bothenheilingen, Issersheilingen, Kleinwelsbach, Neunheilingen e Obermehler.